# Innovence Airport Systems GmbH
Innovence Airport Systems GmbH ist ein deutsches Unternehmen mit Sitz in Schwielowsee, Brandenburg, das sich auf die Entwicklung, Herstellung, Installation und Wartung technischer Systeme für Flughäfen spezialisiert hat. Ein besonderer Fokus liegt auf der Flughafenbefeuerung sowie der zugehörigen Software- und Infrastrukturtechnik 

### Unternehmensprofil
Das Unternehmen wurde mit dem Ziel gegründet, moderne und maßgeschneiderte Lösungen für die Flughafeninfrastruktur zu bieten. Innovence ist als Gesellschaft mit beschränkter Haftung (GmbH) im Handelsregister Potsdam unter der Nummer HRB 34377 P eingetragen.

### Produkte und Dienstleistungen
Innovence bietet eine breite Palette an Produkten und Dienstleistungen für Flughäfen, Hubschrauberlandeplätze und Vertiports an, darunter:
- LED-Befeuerungssysteme für Start- und Landebahnen, Rollbahnen und sonstigen Anlagen
- AIR-CAT, eine Online-Software zur Dokumentation und Verwaltung von Flughafenverkabelung
- Solarbetriebene Befeuerungssysteme für temporäre oder permanente Anwendungen
- Projektmanagement und Installation von Befeuerungsanlagen inklusive Kabelverlegung, Bohrungen und Inbetriebnahme

### Projekte
Innovence hat zahlreiche Projekte an deutschen Flughäfen realisiert, darunter:
- Flughafen Frankfurt am Main (FRA): Renovierung von Rollwegen und Startbahnen mit LED-Befeuerung und umfangreicher Elektroinstallation
- Flughafen Hamburg (HAM): Lieferung und Installation von LED-Feuern für zwei Start- und Landebahnen
- Airbase Holzdorf (HLZ): Erneuerung der Flugfeldbefeuerung mit umfangreicher Kabelverlegung und Installation von Lampentransformatoren

### Standorte und Struktur
Das Unternehmen verfügt über zwei Standorte.